# Bécsi döntések
A bécsi döntések nemzetközi választottbírósági döntések voltak, amelyekkel a Nemzetiszocialista Németország és a fasiszta Olaszország békés úton, döntőbíráin keresztül igyekezett kielégíteni Magyarországnak a trianoni békeszerződés felülvizsgálatára irányuló követeléseit. Míg Ciano olasz külügyminiszter főleg a magyar érdekeket képviselte, addig Ribbentrop német külügyminiszter a szlovák és román érdekek mellé állt, Hitler utasítására. A bécsi döntések révén, 1938-ban és 1940-ben Magyarország a trianoni békediktátum értelmében elvesztett területeinek egyes részeit visszakapta Csehszlovákiától illetve Romániától. A második világháborút lezáró párizsi békeszerződések aztán e döntéseket 1947-ben semmisnek nyilvánították, a visszacsatolt területek pedig újra Csehszlovákiához és Romániához kerültek.
Mivel a két nagyhatalom döntését nem előzte meg írásbeli kompromisszum az érintett felek között, gyakran nem választottbíráskodásnak, hanem politikai arbitrázsnak tekintik azt. Sajátosság még, hogy a döntéshez nem kapcsolódik indokolás, erre az eljárásra (ex aequo et bono) azonban hiányzott a kifejezett felhatalmazás a vitában lévő államoktól.

## Előzmények
| 0. Lengyel–ukrán háború                                  | 1918. | 11. 01. - 1919. 07. 18.  |
| 1. Versailles-i békeszerződés                            | 1919. |                          |
| 2. Lengyel–szovjet háború                                | 1919. | 02. 14. - 1921. 03. 18.  |
| 3. Trianoni békeszerződés                                | 1920. |                          |
| 4. Rapallói egyezmény                                    | 1920. | november 12.             |
| 5. Francia–lengyel katonai szövetség (en)                | 1921. | február 16.              |
| 6. Rigai béke (en)                                       | 1921. | március 18.              |
| 7. Menetelés Rómába                                      | 1922. | október 28 - 29.         |
| 8. Korfui összetűzés (olasz-görög) (en)                  | 1923. | aug. - szept.            |
| 9. Müncheni sörpuccs                                     | 1923. | november 8.              |
| 10. A Ruhr-vidék francia–belga megszállása (en)          | 1923. | - 1925.                  |
| 11. Libia megszállása - Második olasz–líbiai háború (en) | 1923. | - 1932.                  |
| 12. Mein Kampf (Harcom) megjelenése                      | 1925. |                          |
| 13. Dawes-terv (en)                                      | 1924. |                          |
| 14. Locarnói egyezmény                                   | 1925. | december 01.             |
| 15. Young-terv (en)                                      | 1929. |                          |
| 16. Nagy gazdasági világválság                           | 1929. | október 24. – 1941.      |
| 17. Mandzsúria japán lerohanása (en)                     | 1931. | 09. 18. - 1932. 02. 26.  |
| 18. Mandzsukuo megszállása                               | 1931  | – 1942.                  |
| 19. Sanghaj-i január 28-i összetűzés (en)                | 1932. | 01. 28. – 03. 03.        |
| 20. Szovjet–lengyel megnemtámadási egyezmény             | 1932. | július 25.               |
| 21. Genfi leszerelési világértekezlet (en)               | 1932. | 02.02. - 1934.06.11.     |
| 22. Első hopeji hadjárat/A nagy fal védelme (en)         | 1933. | 01.01 - 05.31.           |
| 23. Belső-mongóliai hadjárat (en)                        | 1933. | - 1936.                  |
| 24. Hitler lesz a kormányfő és az államfő is egyben      | 1933. | - 1934.                  |
| 25. A tanggui fegyverszünet (en)                         | 1933. | május 31.                |
| 26. Németország újrafelfegyverzése elindul (en)          | 1933. | július 12.               |
| 27. Olasz–szovjet egyezmény (en)                         | 1933. | szeptember 2.            |
| 28. Belső-mongóliai hadjárat (en)                        | 1933. | ápr.- 1936. dec.         |
| 29. Németország elhagyta a leszerelési értekezletet (en) | 1933. | október 14.              |
| 30. Németország kilép a Nemzetek Szövetségéből (en)      | 1933. | okt. 19. - nov. 12.      |
| 31. Német–lengyel megnemtámadási egyezmény               | 1934. | január 26.               |
| 32. A Saar-vidéki népszavazás/visszatérés Németországhoz | 1935. | január 13.               |
| 33. Kötelező sorozás kezdődik Németországban újra (en)   | 1935. | március 16.              |
| 34. Francia–szovjet segítségnyújtási szerződés (en)      | 1935. | május 2.                 |
| 35. Szovjet–csehszlovák segítségnyújtási szerződés (en)  | 1935. | május 16.                |
| 36. He-Umezu egyezmény (en)                              | 1935. | 06. 10. - 1937. 07. 07.  |
| 37. Angol–német tengerészeti egyezmény (en)              | 1935. | június 18.               |
| 38. December 9-i megmozdulások Pekingben (en)            | 1935. | december 9.              |
| 39. Második olasz–etióp háború (abesszíniai háború)      | 1935. | 10. 3.- 1937. 02. 19.    |
| 40. A Rajna-vidéki bevonulás (en)                        | 1936. | március 7.               |
| 41. Spanyol polgárháború kezdete                         | 1936. | júl. 17. - 1939. ápr. 1. |
| 42. A Berlin–Róma-tengely (német–olasz egyezmény)        | 1936. | október 27.              |
| 43. Antikomintern paktum                                 | 1936. | november 25.             |
| 44. Suiyuan hadjárat (en)                                | 1936. | október - november       |
| 45. Hsziani válság (en)                                  | 1936. | december 12-26.          |
| 46. Második kínai–japán háború                           | 1937. | - 1945.                  |
| 47. A USS Panay-incidens (en)                            | 1937. | december 12.             |
| 48. Ausztria bekebelezése (Anschluss)                    | 1938. | március 12.              |
| 49. Májusi válság (német–cseh határ) (en)                | 1938. | május 19 - 23.           |
| 50. Haszan-tavi csata/Csangkufengi összecsapás           | 1938. | júl. 29. - aug. 11.      |
| 51. Német–csehszlovák kisháború (Ordnersgruppe) (en)     | 1938. | szeptember 16 - 17.      |
| 52. Müncheni egyezmény                                   | 1938. | szeptember 29.           |
| 53. A Szudéta-vidék Birodalomhoz csatolása (en)          | 1938. | október 01 - 10.         |
| 54. Első bécsi döntés                                    | 1938. | november 02.             |
| 55. A Szlovák Köztársaság kikiáltása                     | 1939. | március 14.              |
| 56. Csehszlovákia német megszállása (en)                 | 1939. | március 15.              |
| 57. Litvánia náci megfenyegetése, Memel elcsatolása (en) | 1939. | március 20 - 22.         |
| 58. Magyar–szlovák kis háború                            | 1939. | március 23 - 31.         |
| 59. A spanyol polgárháború végső hadműveletei (en)       | 1939. | március 26. - április 1. |
| 60. Danzigi válság (en)                                  | 1939. | március - augusztus      |
| 61. Angol függetlenségi garancia Lengyelországnak (en)   | 1939. | március 31.              |
| 62. Albánia olasz lerohanása (en)                        | 1939. | április 7-12.            |
| 63. Szovjet–angol–francia tárgyalások Moszkvában (en)    | 1939. | ápr. 15.- aug. 21.       |
| 64. Német–olasz barátsági és katonai szerződés           | 1939. | május                    |
| 65. Halhín-goli csata                                    | 1939. | május - szeptember       |
| 66. Molotov–Ribbentrop szerződés                         | 1939. | augusztus 23.            |
| 67. Lengyelország német lerohanása                       | 1939. | szept. 1. - okt. 6.      |

A magyar politika nem törődött bele az 1920. június 4-én aláírt trianoni béke rendelkezéseibe, ezért a két világháború között a magyar külpolitika legfőbb célkitűzése az elszakított területek visszaszerzése volt.
A revíziós célok megvalósítására azután nyílt lehetőség, hogy a hitleri Németország elkezdte a versailles-i békeszerződés felülvizsgálatát – a Saar-vidék népszavazás általi (több mint 90% szavazott a Németországhoz való visszatérésre) visszaszerzése (1935. január 13.), 1936-ban a Rajna-vidék remilitarizálása –, majd agresszív terjeszkedésbe fogott, kezdetben a többi nagyhatalom háborút kerülő vagy halogató politikája miatt ellenállás nélkül – Ausztriának a Harmadik Birodalomhoz való csatolása (Anschluss, 1938. március 12.) és a müncheni egyezmény (1938. szeptember 29.) alapján a Szudéta-vidék megszállása (1938. október 10.). Az így átalakult helyzet lényegében azt jelentette, hogy Franciaország és Nagy-Britannia feladta kelet-európai ambícióit.
Mindkét bécsi döntést a tengelyhatalmak – Németország és Olaszország – képviselői hozták a bécsi Belvedere-kastélyban. A békeidőben született első bécsi döntést az európai nagyhatalmak (beleértve Nagy-Britanniát és Franciaországot) ekkor még nemzetközi jogi érvényűnek ismerték el, a második világháború folyamán azonban megváltoztatták álláspontjukat.

## Az első bécsi döntés

Az első bécsi döntés nyomán végrehajtott területváltozások

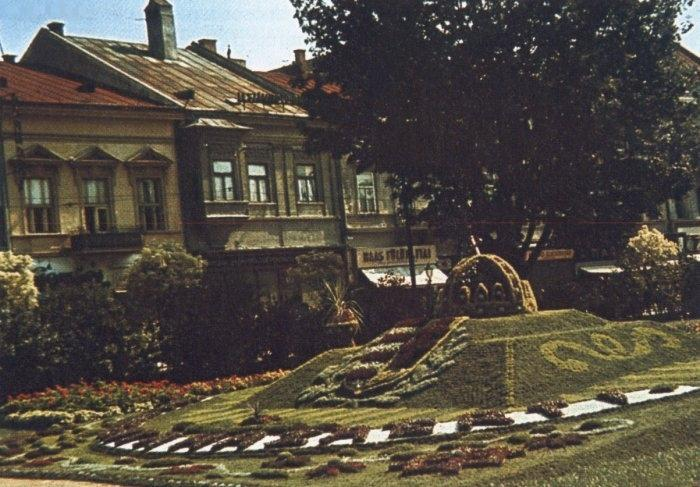
Kassa 1938-ban, az első bécsi döntés után

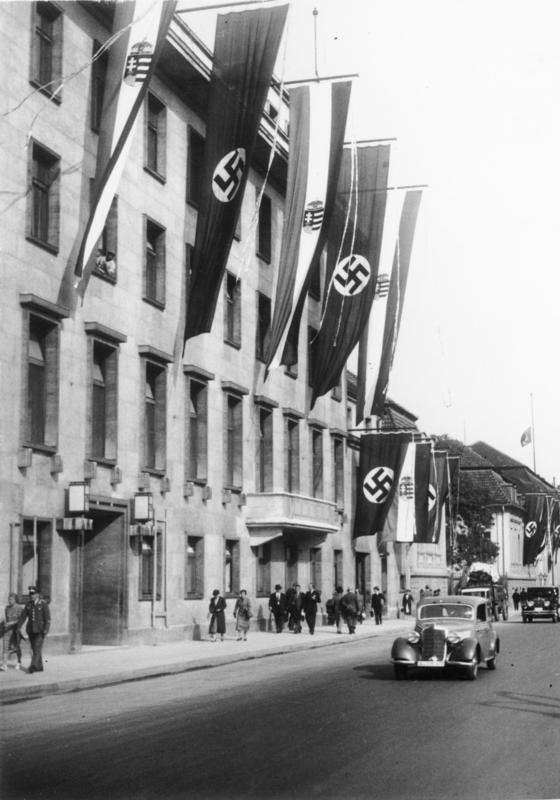
A Horthy Miklós által vezetett magyar küldöttség Hitler meghívására látogatott Berlinbe, ahol 1938. augusztus 20. és 26. között zajlottak az egyeztetések

Horthy Miklós kormányzó 1938. augusztus 20–26. között, Imrédy Béla miniszterelnök, Kánya Kálmán külügyminiszter és Rátz Jenő honvédelmi miniszter kíséretében, Hitler meghívására Berlinbe látogatott. A megbeszélésen Hitler szerette volna elérni, hogy Magyarország kezdeményezze Csehszlovákia megtámadását. Ez alapot teremthetett volna Hitler számára egész Csehország bekebelezéséhez. A magyar közreműködés áraként egész Szlovákiát és Kárpátalját (vagyis Csehszlovákia teljes trianoni szerzeményét) ajánlotta fel Horthynak. A magyar küldöttség a nemzetközi viszonyokat alkalmatlannak tartotta erre, s félt, hogy egy ilyen akció európai méretű konfliktust robbantana ki, amelyben Magyarországnak kellene vállalnia az agresszor szerepét.
A szeptember 29-ei müncheni egyezmény záradékába olasz javaslatra belevették, hogy Csehszlovákiának Lengyelországgal és Magyarországgal fennálló területi vitáit is rendeznie kell. 1938. október 9-13. között került sor a magyar–csehszlovák tárgyalásokra Észak-Komáromban, ahol Magyarországot Kánya Kálmán külügy- és Teleki Pál oktatásügyi miniszter képviselte. Kölcsönös megállapodás híján a tárgyalások végeztével a két ország (1938. október 29-én) a müncheni egyezményt aláíró nagyhatalmak döntőbíráskodását kérte. Mivel Nagy-Britannia és Franciaország érdektelenségre hivatkozva kivonta magát a döntéshozatalból, a döntőbírók Joachim von Ribbentrop német és Galeazzo Ciano olasz külügyminiszterek voltak.
Az első bécsi döntés 1938. november 2-án született Magyarország és Csehszlovákia vitájában, és lényegében az etnikai revíziót valósította meg.
Magyarország a trianoni békeszerződéssel elvett területeiből visszakapott mintegy 12 ezer km²-t, az akkor már autonóm Szlovákia déli és Kárpátalja délnyugati sávját a magyar határ mentén, Érsekújvárral, Kassával, Ungvárral, Beregszásszal és Munkáccsal. Nem szerezte meg Magyarország viszont az általa követelt Pozsonyt és Nyitrát. A Harmadik Birodalom része lett ugyanakkor a német többségű Pozsonyligetfalu és Dévény. Az átadott területen az 1941-es magyar népszámlálás 1 millió 62 ezer lakost talált, közülük 84% volt a magyarok aránya és mintegy 10% a szlovákoké. Az 1930-as – vitatott hitelességű – csehszlovák népszámlálás szerint a magyarok aránya itt 57% volt. A két adat eltérését azonban nem csupán az adatfelvételek és az adatközlések módszertani különbsége magyarázza, mivel a határváltozást népességmozgás is követte.
85 ezer szlovák került át a magyar oldalra és mintegy 67 ezer magyar maradt a szlovák oldalon. Emellett a Szlovákiánál maradt 89 000 főnyi zsidók többsége is magyar anyanyelvűnek vallotta magát.
A békeidőben született első bécsi döntést az európai nagyhatalmak (beleértve Nagy-Britanniát és Franciaországot) ekkor még nemzetközi jogi érvényűnek ismerték el, csak a második világháború folyamán változtatták meg álláspontjukat.
Az első bécsi döntést követően a nagyhatalmak és a két kormány kiküldötteiből álló határmegállapító bizottság véglegesítette az országhatárt, aminek következtében mintegy két tucat falu cserélt gazdát a döntőbíróság által megállapítottakhoz képest.
| Adatok forrása                  | Visszakapott országrész | Terület (km²) | Népesség (fő) | Magyarok   | Magyarok   | Szlovákok  | Szlovákok  |
| Adatok forrása                  | Visszakapott országrész | Terület (km²) | Népesség (fő) | száma (fő) | aránya (%) | száma (fő) | aránya (%) |
| ------------------------------- | ----------------------- | ------------- | ------------- | ---------- | ---------- | ---------- | ---------- |
| Csehszlovák népszámlálás (1930) | Felvidék déli része     | 11 927        | 852 332       | 506 208    | 59         | 290 107    | 34         |
| Magyar népszámlálás (1941)      | Felvidék déli része     | 11 927        | 869 299       | 751 944    | 84,1       | 85 392     | 9,8        |

## Kárpátalja visszafoglalása
4 hónappal a döntés után, miután 1939. március 14-én a Tiso vezette Szlovákia önállóvá vált és másnap Hitler bevonult Prágába létrehozva a Cseh–Morva Protektorátust, Magyarország március 15–18. között megszállta Kárpátalja fennmaradó, saját önállóságát - a bomlasztó szándékú orosz hátszéllel - március 14–15-én Ruszinföld néven kikiáltó részét is, majd háborút kezdett Szlovákiával, hogy annak Trianon óta immár húszéves keleti határát a magyar érdekek szempontjából kedvezőbb, eredeti vonalon véglegesítse.

## A második bécsi döntés

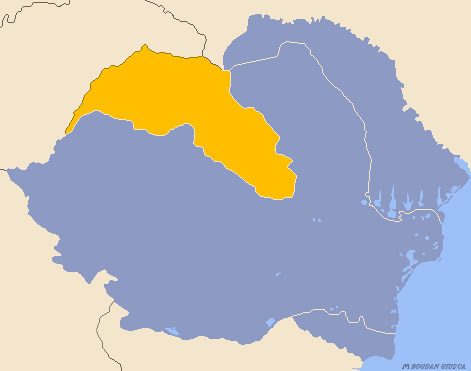
A második bécsi döntés nyomán létrejött területváltozás (sárgával jelölve)

Magyarország etnikai térképe (1941)

Miután a romániai Szörényváron (Turnu Severin) 1940. augusztus 16–24. között folytatott román–magyar tárgyalások nem vezettek eredményre, és mivel a tengelyhatalmak mindenképp el akarták kerülni a fegyveres konfliktus kirobbanását, a német és az olasz kormány a magyar és román kormányok képviselőit Bécsbe rendelte, és a közöttük folyó vitát döntőbíráskodás révén rendezte.
A második bécsi döntés 1940. augusztus 30-án délután 3 órakor született.
A magyar kormány (gróf Teleki Pál miniszterelnök, Csáky István külügyminiszter és Hory András, a románokkal folytatott tárgyalásokon a magyar küldöttség vezetője - mindannyian erdélyi származásúak voltak), és a román kormány a döntőbíráskodást elfogadta.
Galeazzo Ciano olasz külügyminiszter naplója szerint – de ezt maga Mihail Manoilescu is elismeri visszaemlékezéseiben – a román külügyminiszter elájult a döntés kihirdetésekor. Fontos megjegyezni, hogy a Szovjetunió 1940 júniusában megszállta az akkor Romániához tartozó Besszarábiát, a mai Moldova Köztársaság területét, és a második bécsi döntés kihirdetésekor javában folytak a crajovai tárgyalások, amelyek lezárultával szeptember 7-én Bulgária visszakapott Romániától 2 dél-dobrudzsai megyét, az ún. Kvadrilátert. (Ez később is érvényben maradt, és a háborút lezáró 1947-es párizsi békeszerződések — ellentétben például a bécsi döntésekkel — a craiovai egyezményt nem bírálták felül, így ez a terület ma is Bulgária része.)
A második bécsi döntéssel Magyarország 43 492 négyzetkilométernyi területet kapott vissza, benne a Székelyfölddel.
Az 1941. évi népszámlálás adatai szerint a visszacsatolt Észak-Erdélyben 1 344 000 magyar, 1 069 000 román és 47 000 német lakos élt. Dél-Erdélyben körülbelül 400 000 magyar maradt.
| Adatok forrása             | Visszakapott országrész | Terület (km²) | Népesség (fő) | Magyarok   | Magyarok   | Románok    | Románok    | Németek    | Németek    |
| Adatok forrása             | Visszakapott országrész | Terület (km²) | Népesség (fő) | száma (fő) | aránya (%) | száma (fő) | aránya (%) | száma (fő) | aránya (%) |
| -------------------------- | ----------------------- | ------------- | ------------- | ---------- | ---------- | ---------- | ---------- | ---------- | ---------- |
| Román népszámlálás (1930)  | Észak-Erdély            | 43 492        | 2 393 300     | 1 007 200  | 42         | 1 165 800  | 48,7       | 59 700     | 2,5        |
| Magyar népszámlálás (1941) | Észak-Erdély            | 43 492        | 2 460 000     | 1 344 000  | 54,6       | 1 068 700  | 43,5       | 47 300     | 1,9        |

## További magyar területi revíziók

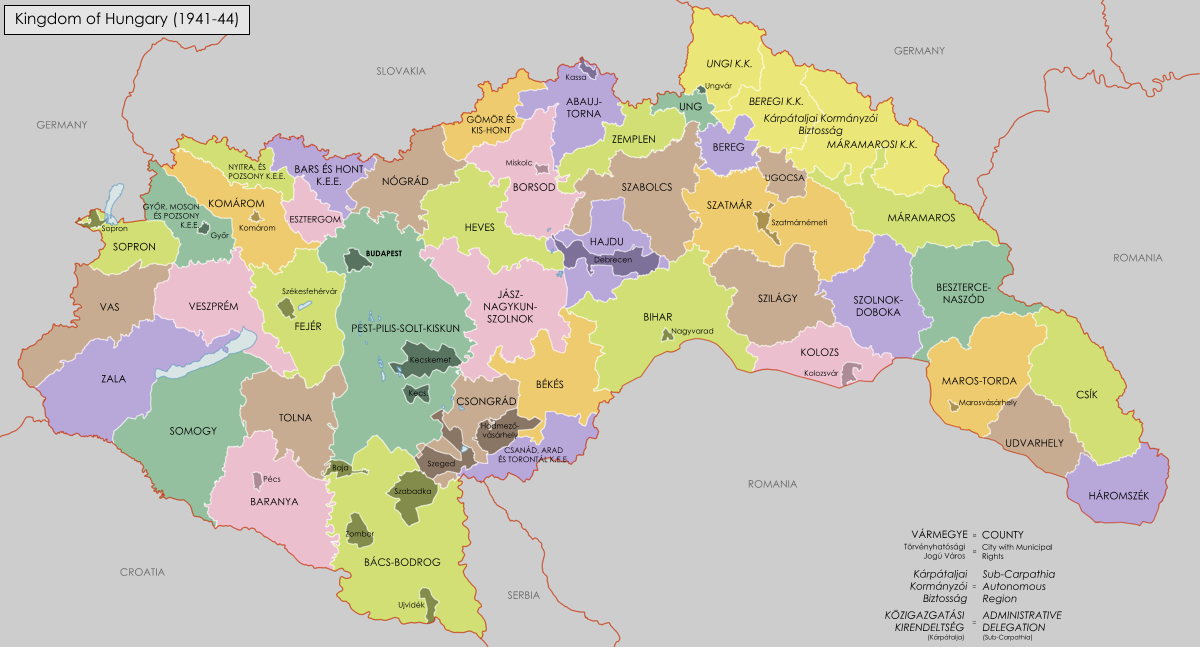
Magyarország 1941 és 1944 között

A második bécsi döntés után kb. fél évvel, a Jugoszlávia elleni német támadás után – 1941 áprilisában – a magyar csapatok, német hozzájárulással, megszállták a Muraközt, a Muravidéket, a baranyai háromszöget és a Bácskát (a Bánátot a németek szállták meg). Fontos tény, hogy a magyar csapatok itt már fegyveres cselekményekbe is bonyolódtak – egyébként kisebb-nagyobb atrocitások az erdélyi bevonulás kapcsán is adódtak. A Délvidéki visszafoglalt terület nagysága 11 475 négyzetkilométert tett ki, mintegy 1 030 000 lakossal, amelyből 401 000 vallotta magát magyarnak (39%). Így a magyar revizionizmus céljai lényegében teljesültek, Csonka-Magyarország ha nem is lett akkora, mint Trianon előtt, de magába foglalta a magyar etnikum többségét.
A revízió négy lépését az alábbi táblázat foglalja össze (a számarányoknál itt a magyar népszámlálás adatait vettük alapul).

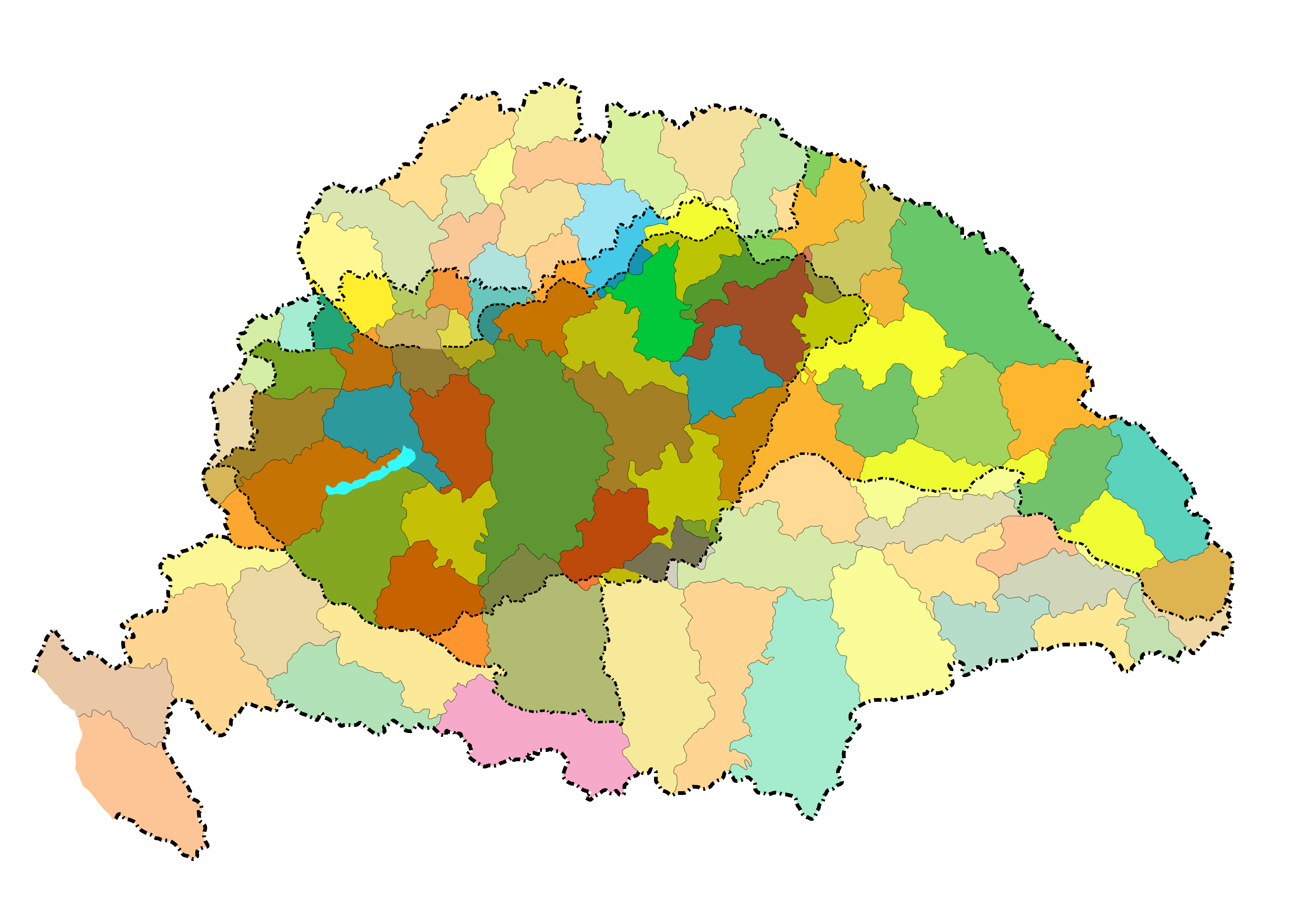
Magyarország határai 1920-1944

| Dátum      | Országrész            | Terület (km2) | Népesség (fő) | Magyarok   | Magyarok   | Nem magyarok | Nem magyarok |
| Dátum      | Országrész            | Terület (km2) | Népesség (fő) | száma (fő) | aránya (%) | száma (fő)   | aránya (%)   |
| 1938.01.01 | Trianoni Magyarország | 92 952        | 9 159 000     | 8 435 439  | 92,10%     | 723 561      | 7,90%        |
| 1938.11.02 | Felvidék              | 11 927        | 869 299       | 751 944    | 86,50%     | 117 355      | 13,50%       |
| 1939.03.15 | Kárpátalja            | 12 171        | 496 000       | 63 000     | 12,70%     | 433 000      | 87,30%       |
| 1940.08.30 | Észak-Erdély          | 43 492        | 2 460 000     | 1 344 000  | 54,63%     | 1 116 000    | 45,37%       |
| 1941.04.11 | Délvidék              | 11 475        | 1 030 000     | 401 000    | 38,93%     | 629 000      | 61,07%       |
|            | Visszacsatolt szumma  | 79 065        | 4 855 299     | 2 559 944  | 52,72%     | 2 295 355    | 47,28%       |
|            | Magyarország 1941     | 172 017       | 14 014 299    | 10 995 383 | 78,46%     | 3 018 916    | 21,54%       |

## Társadalmi fogadtatás
A revíziós sikereket mámoros öröm kísérte. A visszatérő területek magyarságának maradéktalan boldogságában a hazai közvélemény egy emberként osztozott. Megrendítően és hitelesen tudósít az első bécsi döntés után a Pesti Napló:
„Alig ért véget Jacques Duval darabjának, a Francia szobalánynak első felvonása – a közönség már indult kifelé a foyerba –, amikor egyszerre újra szétcsapódott a függöny, mindenki sarkonfordult és a színpadra pillantott. A rivalda fényében Somlay Artúr jelent meg. Templomi csend lett s a művész megindult hangon jelentette be a közönségnek, hogy a magyar Felvidék újra egyesült az anyaországgal. Mint az imádságot, sorolta el Somlay Artúr a Magyarországhoz visszatérő városok neveit, s leírhatatlan jelenetek következtek. A közönség percekig tombolva ünnepelt, ismeretlen zsöllye- és páholyszomszédok szorongatták egymás kezét.” (Pesti Napló 1938. november 3., 8. o.)
Hasonló élményben volt része másnap a Zeneakadémia nagyterme közönségének:
„Imrédy Andrea a Felvidék angyala: ő veszi kezébe a leszakított részt és illeszti vissza a csonka országhoz. {…} Ennél a jelenetnél kirobban a taps. Megszakad az előadás, a közönség tombol és hangzik az ütemes kiáltás: Min-dent visz-sza! Az emberek állva hallgatják végig a befejező szakaszt, amikor a kórus a Magyar hiszekegyet imádkozza.” (Pesti Napló 1938. november 4. 7. o.).
A visszacsatolt területeken maradt nemzetiségek természetesen nem örültek a fejleményeknek, és a bevonuláskor – főleg Erdélyben – volt néhány kisebb összetűzés is (például Ippen és Ördögkúton), de a magyar kormány a továbbiakban – az olasz és német kormányok fokozott figyelme miatt is – kényesen ügyelt arra, hogy a nemzetiségek polgári jogai ne sérüljenek. A háborús helyzet egyébként is beszűkített mindenféle mozgolódási lehetőséget, és a nemzetiségek többsége gyorsan alkalmazkodott a helyreállt status quóhoz és a hivatalokra a kisantantos állami zászlók helyébe gyorsan magyar zászlókat tűztek.

## Viták a bécsi döntések megítéléséről

### A maga korában
A maga korában a bécsi döntéseket a magyar közvélemény jelentős része a trianoni békeszerződés igazságos felülvizsgálatának tekintette. Mivel a két bécsi döntés által visszaadott területeket többségében a magyar etnikum lakta, így a magyar szempontból igazságtalan trianoni béke következményeinek – ideiglenesnek bizonyult – enyhítése volt a két döntés.

### A II. világháború után

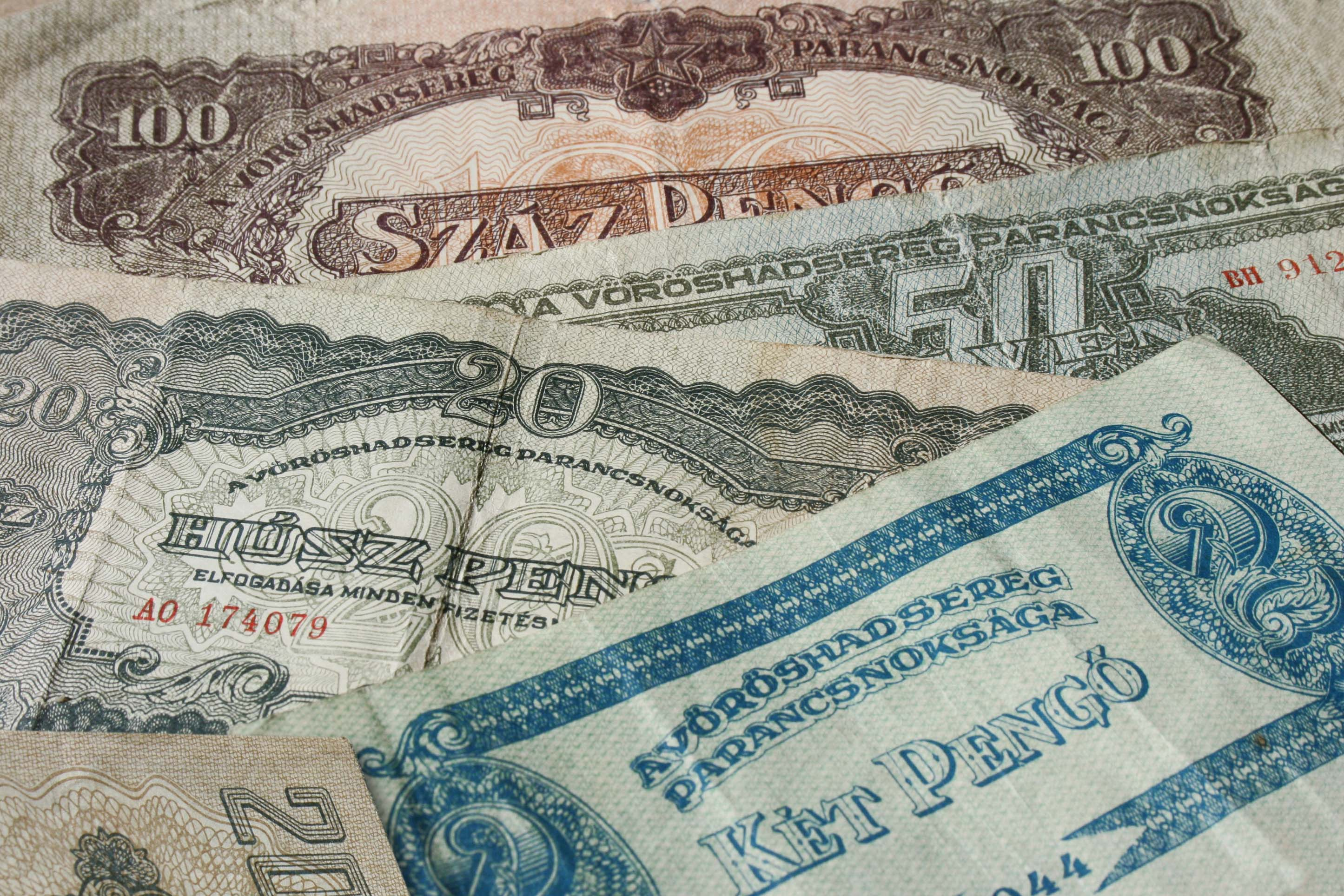
A bécsi döntések lezárását jelző pengők, a szovjet megszállók, háborús bankjegyei 1944-ben

A II. világháború utáni békeszerződésekben a győztes hatalmak a két bécsi döntésben foglaltakat nem ismerték el, sőt, a pozsonyi hídfő területével Magyarország területét még tovább csökkentették. Mindez összefüggésben állt a nemzetiszocialista Németország által vagy közreműködésével kötött valamennyi nemzetközi megállapodás semmissé nyilvánításával (egy kivétellel: az 1940-es craiovai megállapodás Románia és Bulgária között nem lett semmissé nyilvánítva a háború után sem). A térséget akkor katonailag ellenőrzése alatt tartó, (így a leendő határok kijelölésében meghatározó szerepet játszó) Szovjetunió érdekeinek a trianoni határok visszaállítása jobban megfelelt, ezért Magyarországgal szemben a béketárgyalásokon a hozzá etnikailag és kulturálisan közelebb álló országoknak kedvezett.
Az 1947-es párizsi békeszerződés óta a bécsi döntések többé nemzetközi politikai kérdésként nem merültek fel, és egyetlen magyar kormányzat sem hivatkozott rájuk.
A közvéleményben egyesek azt róják fel, hogy a visszacsatolt területeken nem tartottak népszavazást.

## Szakirodalom
- Rónai András: Térképezett történelem (Püski Kiadó, 1993)
- Sallai Gergely: Az első bécsi döntés (Osiris, 2002)
- L. Balogh Béni: A magyar–román kapcsolatok 1939–1940-ben és a második bécsi döntés (Pro-Print, Csíkszereda, 2002)
- Ablonczy Balázs: A visszatért Erdély 1940–1944 (Jaffa, 2011) ISBN 978-963-9971-60-8
- Mihályi Balázs: A harc nélkül bevett román erődrendszer  (Nagy Magyarország magazin, 2010/4. szám)
- Mihályi Balázs: Kassa visszatérése szlovák szemmel – Kiürítés 1938. november 3–9. (Nagy-Magyarország Magazin, 2011/2. szám)
- Mihályi Balázs: A „Csehszlovák Maginot-vonal” (Nagy-Magyarország Magazin, 2012/4. szám)